# Miejscowości Saint-Martin
Po utworzeniu 22 lutego 2007 roku francuskiego terytorium zamorskiego Saint-Martin został oddzielony od departamentu Gwadelupy. Podział na gminy (fr. commune) został zniesiony i Saint-Martin jest obecnie jednym z trzech na stałe zamieszkanych terytoriów Republiki Francuskiej bez struktury gminnej. Również jest brak kantonów lub okręgów. Saint-Martin posiadał ponad 10 miejscowości (quartier). Stolica kraju Marigot jako jedyne miasto w 2013 roku liczyło ponad 5 tys. mieszkańców oraz reszta miejscowości (quartier) poniżej 5 tys. mieszkańców.

## Alfabetyczna lista miejscowości (quartier) na Saint-Martin
Spis miejscowości (quartier) Saint-Martin:
- Anse-Marcel
- Baie-Orientale
- Colombier
- Concordia
- Cul-de-Sac
- Grand-Case
- Hameau-du-Pont
- Hope-Estate
- Marigot
- Oyster-Pond à Saint-Martin
- Quartier-d’Orléans
- Rambaud
- Saint-James
- Saint-Louis
- Sandy-Ground
- Terres-Basses